# Gare de Kuroi (Hyōgo)
La gare de Kuroi (黒井駅, Kuroi-eki) est une gare ferroviaire localisée dans la ville de Tamba, dans la préfecture de Hyōgo au Japon. La gare est exploitée par la compagnie JR West, sur la ligne Fukuchiyama.

## Service des voyageurs

### Accueil
La gare de Kuroi est une gare disposant de deux quais et de trois voies.

La voie 1 est destinée aux trains de type Local et Rapid Service,alors que la voie 2 est pour le limited Express.Certains trains locaux et Rapid Service utilisent aussi la voie 2.
| N° de voie | Ligne         | Direction           |
| ---------- | ------------- | ------------------- |
| 1          | ▆ Fukuchiyama | Sasayamaguchi/Sanda |
| 1          | ▆ Fukuchiyama | Fukuchiyama         |
| 2          | ▆ Fukuchiyama | Sasayamaguchi/Sanda |
| 2          | ▆ Fukuchiyama | Fukuchiyama         |

### Desserte
| JR West               |                      |                      |                      |                     |
| Direction Fukuchiyama | Ligne de Fukuchiyama | Ligne de Fukuchiyama | Ligne de Fukuchiyama | Direction Amagasaki |
| Ichijima              |                      | Rapid Service 快速   |                      | Isō                 |
| Ichijima              |                      | Local 普通           |                      | Isō                 |

- Le Limited Express Kōnotori s'arrête à cette gare

| Limited Express |  |          |  |         |
| Fukuchiyama     |  | Kōnotori |  | Kaibara |